# Neurofibrillaire tangles
Neurofibrillaire knopen bestaan uit onoplosbare ineengestrengelde vezels die in de hersencellen te vinden zijn. Zij bestaan voornamelijk uit het tau-eiwit. Onder normale omstandigheden speelt dit eiwit een belangrijke rol bij het in stand houden van de stevigheid van het ‘skelet’ van de zenuwcellen. Dit skelet, dat uit minuscule buizen of ‘microtubuli’ bestaat, is ook van belang voor het transport van voedingsstoffen door de zenuwcel. Door een nog onbekende oorzaak kan de structuur van het tau-eiwit veranderen. Dit veranderde of gemuteerde tau-eiwit is niet meer in staat bij te dragen aan de celstevigheid. Als gevolg hiervan raakt ook de communicatie tussen zenuwcellen aangetast. Uiteindelijk kan een aangetaste zenuwcel zelfs geheel afsterven. Twee gemuteerde tau-eiwitten vormen samen een in elkaar gedraaide streng. Deze strengen vormen het belangrijkste bestanddeel van zogenaamde neuro- fibrillaire tangles of knopen.